# Dilobocondyla chapmani
Dilobocondyla chapmani é uma espécie de formiga do gênero Dilobocondyla, pertencente à subfamília Myrmicinae.